# Tsjerno More Varna

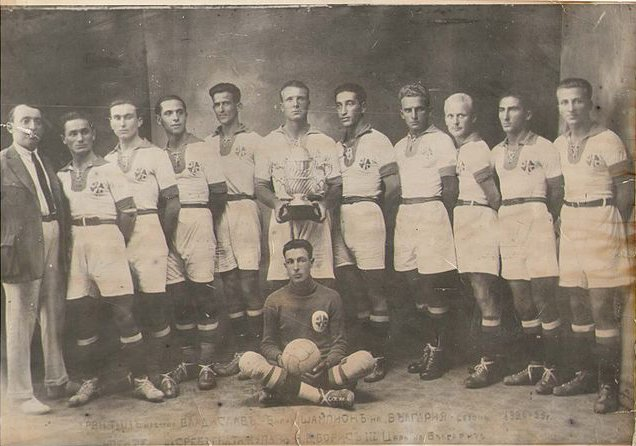
Het kampioensteam van Vladislav Varna uit 1925, een van de voorlopers van Tsjerno More Varna

PFK Tsjerno More Varna (Bulgaars: ПФК Черно море, wat Zwarte Zee betekent) is een Bulgaarse voetbalclub uit Varna.
Cherno More Varna is de oudste, nog bestaande, voetbalclub van Bulgarije.

## Geschiedenis
De club ontstond op 18 februari 1945 door een gedwongen fusie tussen stadsrivalen Titsja en Vladislav. Het was een politieke beslissing; de communisten vonden dat het aantal clubs in de stad moest verminderen. De fusieclub heette aanvankelijk Titsja-Vladislav 45, maar de naam werd nog een aantal keer gewijzigd. Als officiële oprichtingsdatum werd 3 maart 1913 gekozen, de oprichtingsdatum van Reka Titsja, een voorloper van de club die in 1914 met Sportist Varna fuseerde.
Het seizoen 1948-49 nam de club deel in de eerste echelon van de nieuwgevormde nationale competitie onder de naam Botev. De club eindigde 6de in een groep van 10 en de spits Nedko Nedev werd de topscorer van de competitie met 11 doelpunten. Het volgend seizoen volgde er nog een reorganisatie conform met het Sovjet systeem. De club werd geplaatst onder het direct gezag van het Ministerie van Defensie en rechtstreeks naar de 3de klasse verzonden. Dit om plaats te maken voor de paraplu Defensie club CDNV Sofia die na zijn stichting direct in eerste klasse begon. Ondanks de verbanning in de 3de klasse behield de club zijn beste spelers : Nedko Nedev, Georgi Radev, Ilia Apostolov en de captain Dimitar Stefanov. Onder de competente leiding van trainer Ivan Mokanov promoveerde de club in 2 opvolgende jaren terug naar 1ste klasse onder de naam VMS. Mokanov slaagde er nog in getalenteerde spelers van de jeugd formaties in de eerste ploeg te vestigen zoals keeper Ivan Derventski en rechtsbuiten Spas Kirov. Zo werd 'VMS' in 1953 derde in de competitie. Seizoen 1954-55 is een van de triestigste in de clubgeschiedenis. Het begon met 5 opeenvolgende zeges, allemaal tegen clubs van Sofia. Euforische supporters droomden van de titel maar in de volgende 10 wedstrijden werd maar 1 punt gewonnen en op het einde zakte de club in de 2de klasse. In het volgend seizoen promoveert de club terug. Trainer Ivan Mokanov slaagt erin om een jonge formidabele ploeg te stichten die een vaste waarde in de eerste klasse voor de volgende 20 jaar zou worden. Keeper Ivan Ivanov, verdedigers Dimitar Bosnov, Yanko Atanasov, Ivan Vassilev, middenvelders Stefan Yanev en Abil Bilyalov en topscorer aller tijden Stefan Bogomolov (161 doelpunten in 353 wedstrijden) zullen allemaal meer dan 200 wedstrijden voor de ploeg spelen. Ondanks de vele talenten in die periode heeft de ploeg geen prijs gewonnen en bleef een middenmoter in het klassement. Een ernstige aderlating bracht het statuut van onderdanigheid door het Ministerie van Defensie. Jonge talenten zoals Bozhil Kolev, Yancho Bogomilov, Kevork Tachmisyan verlieten de club richting het “Centraal Armee club” Sofia (CSKA) zonder enige vorm van compensatie. Bozhil Kolev werd een vaste waarde ook in de verdediging van het Nationale elftal (60 wedstrijden, 8 doelpunten) Memorabel blijft het toernooi in Engeland in de zomer van 1966. Onder de naam Varna XI met één speler van de lokale rivalen Spartak in het elftal , speelde de ploeg drie wedstrijden. Er werd gewonnen van Nottingham Forest met 1-0, 1-1 gelijkspel tegen Coventry City en 1-2 verloren tegen Sheffield Wednesday. Op 8 juni 1966 kwam Ajax met jonge Johan Cruijff op bezoek in Varna. “Tsjerno more” won die test met 3-1. 
Eind jaren '70 en jaren '80 zakte “Tsjerno more” twee keer naar de 2de klasse waar in totaal drie seizoenen werden gespeeld. Een nieuwe generatie spelers heeft zich bevestigd. Recordhouder Todor Marev (422 wedstrijden voor de club), middenvelders Todor Atanasov en Ivan Andreev en spitsen Rafi Rafiev en Nikola Spasov lieten veel herinneringen na. Meer succesvol was seizoen 1981/82. Toen eindigde de ploeg 4de in de competitie en klasseerde zich daarom voor het Intertoto beker. Het saldo van deze deelname is twee overwinningen met 2-0 tegen Standard Luik en het Deense Hvidovre, 1-1 gelijkspel tegen Bayer Leverkusen in Varna en Hvidovre in Denemarken en twee nederlagen met 1-3 in Luik en 0-3 in Leverkusen.

### Jaren van moeilijkheden en vooruitgang
In 1990 zakte de club terug in de 2de klasse en verbleef daar 9 van de volgende 10 seizoenen. Dat waren de moeilijkste jaren van de club geschiedenis. Op bepaalde moment was zelfs het bestaan van het voetbalteam bedreigd door gebrek aan financiering. De positieve veranderingen begonnen met de komst van Mr. Krassen Kralev als voorzitter in 1999 en met de stichting van een vennootschap. “Tsjerno more” promoveerde in de 1ste echelon in het jaar 2000. Vervolgens kocht de zakenman Ilia Pavlov de club en de toekomst scheen veelbelovend met overwinningen tegen kampioen CSKA in Sofia en tegen Litex in Lovech. Op 7 maart 2003 werd Ilia Pavlov doodgeschoten. Na aantal maanden onduidelijkheid over de toekomst kwam de krachtige financiële groepering TIM te hulp in 2004 tot heden.
Onder het bewind van TIM zag de club rust en stabiliteit. Met voormalige spits Nikola Spasov als trainer speelde “Tsjerno more” in de laatste editie van de Inetertoto beker in 2007 en het volgend jaar in de UEFA beker toernooi. In 2008 was “Tsjerno more” dicht tot sensationele uitschakeling van VfB Stuttgart. Het stond 0-2 tot de 85ste minuut van de wedstrijd op het “Mercedes arena” om 2-2 te beëindigen. Finale van de beker van Bulgarije werd gespeeld en verloren in 2006 en 2008. De culminatie kwam op de bekerfinale in 2015 die gespeeld werd tegen “Levski” Sofia in Boergas. “Tsjerno more” stond met één speler minder na een rode kaart voor Stenio in de 40ste minuut en een doelpunt achter tot de 94ste minuut. Drie minuten voor het einde van de tweede verlenging won Mathias Coureur de beker voor Varna met een goed gericht schot.

## Naamsveranderingen
Tussen 27 augustus 1949 en april/mei 1957 kende Bulgarije een sportstructuur waarbij de sport binnen twaalf sportorganisaties georganiseerd was. In 1957 kregen de meeste clubs hun oude naam weer terug.

## Erelijst
- Bulgaars landskampioen (4):

1925,1926,1934 (als "Vladislav"), 1938 (als "Titsja")
- Beker van Bulgarije

2014/15
finalist: 2006,2008
- Bulgaarse Supercup

2015
- Beker van het Sovjetleger:

finalist : 1985,1988

## Eindklasseringen vanaf 1949
| 5 |

| 1 |

| 3 |

| 7 |

| 3 |

| 7 |

| 12 |

| 1 |

| 9 |

| 12 |

| 12 |

| 3 |

| 12 |

| 6 |

| 8 |

| 6 |

| 8 |

| 11 |

| 6 |

| 11 |

| 4 |

| 7 |

| 7 |

| 8 |

| 10 |

| 9 |

| 14 |

| 15 |

| 1 |

| 9 |

| 10 |

| 7 |

| 6 |

| 4 |

| 9 |

| 13 |

| 10 |

| 15 |

| 8 |

| 1 |

| 7 |

| 15 |

| 5 |

| 11 |

| 1 |

| 14 |

| 7 |

| 6 |

| 8 |

| 10 |

| 7 |

| 1 |

| 10 |

| 11 |

| 5 |

| 6 |

| 8 |

| 8 |

| 6 |

| 5 |

| 3 |

| 7 |

| 6 |

| 7 |

| 10 |

| 6 |

| 8 |

| 6 |

| 6 |

| 7 |

| 5 |

| 8 |

| 7 |

| 5 |

| 6 |

| 2 |

| 3 |

| Parva Liga/A Grupa | Vtora Liga/B Grupa | Treta Liga/V AFG | A OFG Regionaal |

## In Europa
Uitslagen vanuit gezichtspunt Tsjerno More Varna
| Seizoen | Competitie        | Ronde        | Land                     | Club                  | Totaalscore | 1e W    | 2e W    | PUC |
| ------- | ----------------- | ------------ | ------------------------ | --------------------- | ----------- | ------- | ------- | --- |
| 1982    | Intertoto Cup     | Groep 1      | Vlag van België          | Standard Luik         | 3-3         | 2-0 (T) | 1-3 (U) | 0.0 |
|         |                   | Groep 1      | Vlag van Duitsland       | Bayer 04 Leverkusen   | 1-4         | 1-1 (T) | 0-3 (U) | 0.0 |
|         |                   | Groep 1 (3e) | Vlag van Denemarken      | Hvidovre IF           | 3-1         | 2-0 (T) | 1-1 (U) | 0.0 |
| 2007    | Intertoto Cup     | 2R           | Vlag van Noord-Macedonië | FK Makedonija Skopje  | 7-0         | 4-0 (U) | 3-0 (T) | 0.0 |
|         |                   | 3R           | Vlag van Italië          | UC Sampdoria          | 0-2         | 0-1 (T) | 0-1 (U) | 0.0 |
| 2008/09 | UEFA Cup          | 1Q           | Vlag van Andorra         | UE Sant Julià         | 9-0         | 4-0 (T) | 5-0 (U) | 4.5 |
|         |                   | 2Q           | Vlag van Israël          | Maccabi Netanya       | 3-1         | 1-1 (U) | 2-0 (T) | 4.5 |
|         |                   | 1R           | Vlag van Duitsland       | VfB Stuttgart         | 3-4         | 1-2 (T) | 2-2 (U) | 4.5 |
| 2009/10 | Europa League     | 2Q           | Vlag van Moldavië        | FC Iskra-Stal Rîbniţa | 4-0         | 1-0 (T) | 3-0 (U) | 2.0 |
|         |                   | 3Q           | Vlag van Nederland       | PSV                   | 0-2         | 0-1 (U) | 0-1 (T) | 2.0 |
| 2015/16 | Europa League     | 2Q           | Vlag van Wit-Rusland     | Dinamo Minsk          | 1-5         | 1-1 (T) | 0-4 (U) | 0.5 |
| 2024/25 | Conference League | 2Q           | Vlag van Israël          | Hapoel Beër Sjeva     | 1-2         | 0-0 (U) | 1-2 (T) | 0.5 |
| 2025/26 | Conference League | 2Q           | Vlag van Turkije         | Istanbul Başakşehir   | 0-5         | 0-1 (T) | 0-4 (U) | 0.0 |

Totaal aantal punten voor UEFA coëfficiënten: 7.5
Zie ook
- Deelnemers UEFA-toernooien Bulgarije
- Ranglijst van alle clubs die in de diverse Europa Cups zijn uitgekomen

Arda Kardzjali ·
FK Kroemovgrad ·
Loedogorets ·   
Botev Plovdiv ·
Lokomotiv Plovdiv · 
Hebar Pazardzjik ·
Lokomotiv Sofia · 
CSKA 1948 Sofia · 
CSKA Sofia ·
Levski Sofia · 
Septemvri Sofia ·   
Slavia Sofia · 
Beroe Stara Zagora · 
Botev Vratsa · 
Spartak Varna · 
Tsjerno More Varna